# Francesc Pomar Bonnín
Francesc Pomar Bonnín (Llucmajor, Mallorca, 1886 - Llucmajor, 1950) fou un poeta mallorquí.
Francesc Pomar era mestre d'educació primària i es dedicà a la poesia, amb temes religiosos i humorístics. El 1971 l'Ajuntament de Llucmajor edità un recull de la seva obra poètica amb el títol Poesies. Escriví també el monòleg El noviï i les comèdies Pobresa no és vilesa, escenificada el 1935, i Tot té adob, estrenada el 1951. El 2000 l'Ajuntament de Llucmajor li concedí, a títol pòstum, el guardó l'Espigolera.